# Operacja Paravane

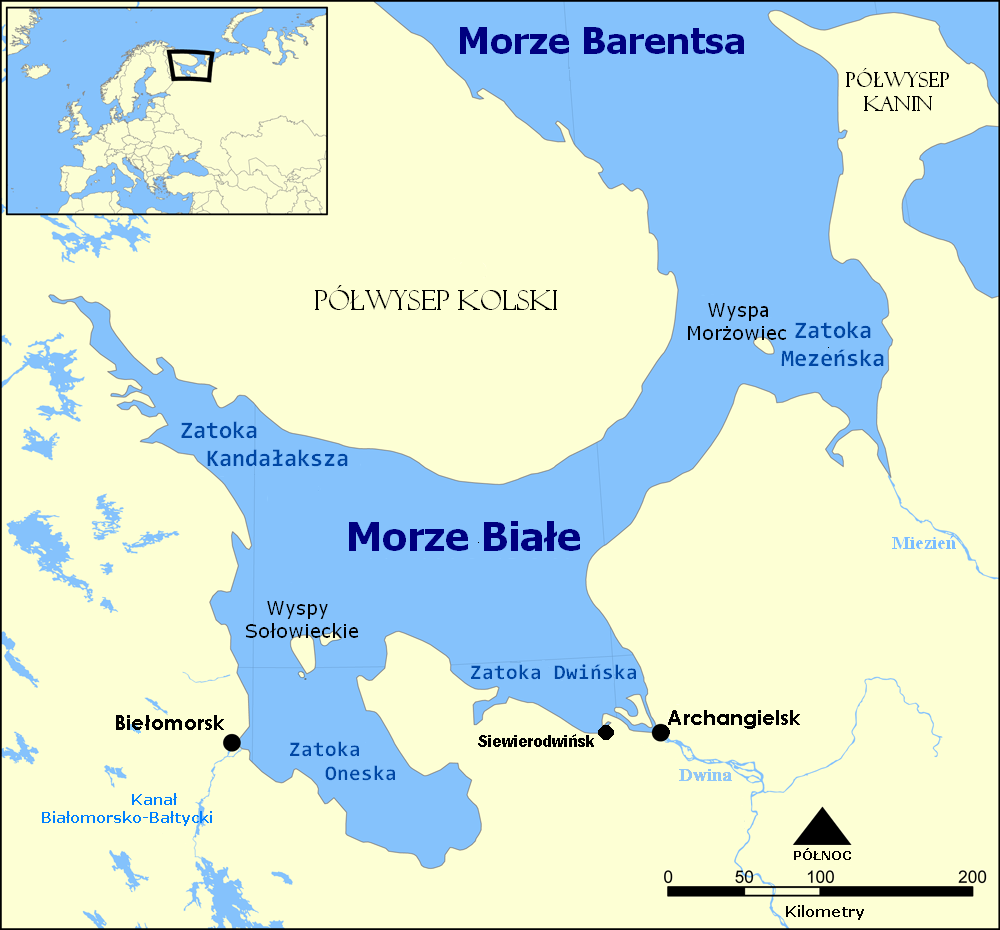
Lotnisko Jagodnik znajduje się na wyspie w nurcie Dwiny pod Archangielskiem

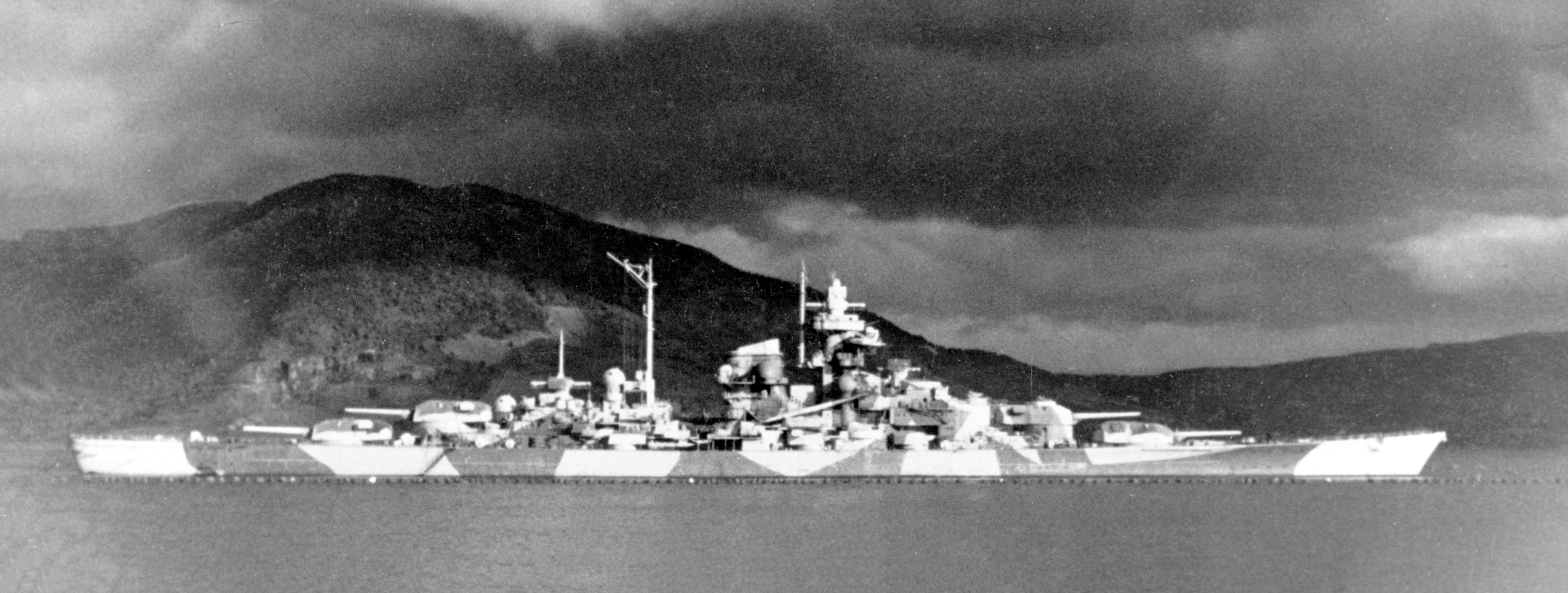
„Tirpitz” w Altafiordzie

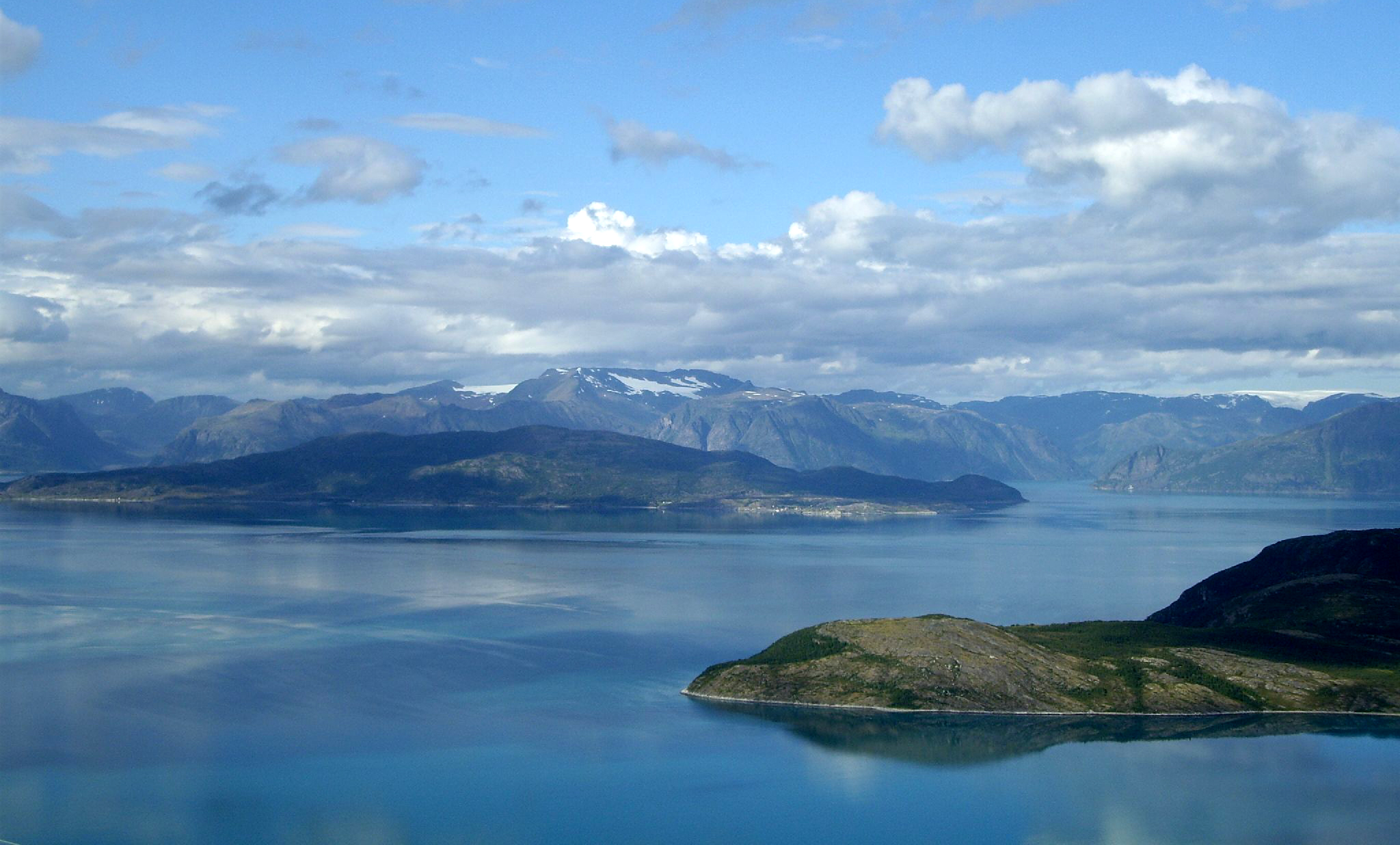
Altafiord jest położony między górami

Operacja Paravane – atak powietrzny dokonany przez samoloty RAF Bomber Command 15 września 1944 roku przeciw niemieckiemu pancernikowi „Tirpitz” stacjonującemu w fiordach północnej Norwegii. W opinii Admiralicji i premiera Churchilla „Tirpitz” stanowił ogromne zagrożenie dla konwojów arktycznych, za pomocą których zaopatrywano w materiały wojenne sojuszniczy Związek Radziecki. Korzystając z międzylądowania na radzieckim lotnisku w pobliżu Archangielska dwa dywizjony ciężkich bombowców dokonały nalotu. Jedyna bomba, która trafiła okręt, spowodowała tak rozległe uszkodzenia, że Niemcy zmuszeni byli przeholować „Tirpitza” na południe, w pobliże Tromsø, gdzie osadzono go na mieliźnie jako nieruchomą baterię obrony wybrzeża i gdzie ostatecznie został zatopiony w trakcie operacji Catechism kilka tygodni później.

## Tło działań
„Tirpitz” był siostrzanym okrętem pancernika „Bismarck”. Miał 42 900 ton wyporności, a uzbrojenie główne stanowiło osiem dział kalibru 380 mm. Kriegsmarine zamierzała wykorzystać go do ataków przeciw żegludze sprzymierzonych na północnym Atlantyku, ale po stracie „Bismarcka” i zatopieniu przez aliantów wszystkich niemieckich krążowników pomocniczych postanowiono, że okręt winien być używany w ograniczonym zakresie. W początkach roku 1942 „Tirpitz” opuścił Bałtyk i przez Wilhelmshaven udał się do północnej Norwegii, gdzie miał pozostać przez większość czasu wojny.
Stacjonował głównie w wąskim, otoczonym wysokimi szczytami Kaafiordzie, odgałęzieniu Altafiordu (dawniej zwanego Altenfiordem), a jego obecność sprowadzała się de facto do roli potencjalnego „straszaka” zagrażającego konwojom arktycznym, a tym samym wiążącego główne siły (zwłaszcza pancerniki) brytyjskiej Home Fleet, które były potrzebne gdzie indziej.
Brytyjczycy wielokrotnie starali się unieszkodliwić „Tirpitza”. Pierwszymi próbami były naloty bombowców RAF i atak miniaturowych okrętów podwodnych typu X w ramach operacji Source. Dopiero ten atak spowodował tak poważne uszkodzenia, że „Tirpitz” musiał zostać wycofany z linii na pół roku. Kolejne uderzenia lotnictwa morskiego Home Fleet kończyły się (z wyjątkiem operacji Tungsten) niepowodzeniem, a ostatnie (operacja Goodwood) dowiodło, że naloty bazujących na lotniskowcach samolotów Fairey Barracuda, ze względu na ich niewielką prędkość i udźwig bomb, nie doprowadzą do wyeliminowania niemieckiego pancernika z walki. Postanowiono więc ponownie odwołać się do samolotów RAF.

## Przygotowania
Planowaniem operacji zajęli się głównie wicemarszałek lotnictwa Ralph Cochrane, stojący na czele 5 Grupy RAF i „Willie” Tait, dowódca 617 Dywizjonu Bombowego RAF. Dywizjon „Dambusterów” (nazwę ta wyprowadzono od zniszczonych przez dywizjon zapór na rzekach) był w tym czasie czołową jednostką specjalizującą się w bombardowaniu precyzyjnym używającą samolotów Avro Lancaster, które wyposażono w stabilizowane celowniki i bomby Tallboy. W rajdzie miały wziąć udział również Lancastery z 9 Dywizjonu RAF, dwa transportowe B-24 Liberator przewożące mechaników obsługi naziemnej i części zapasowe oraz zwiadowczy Mosquito dla rozpoznania meteorologicznego.
Kotwicowisko „Tirpitza” znajdowało się poza zasięgiem bazujących w Anglii bombowców Lancaster, musiały więc najpierw przelecieć z Lincolnshire do bazy w Lossiemouth w Szkocji, zatankować paliwo i następnie polecieć na radzieckie lotnisko Jagodnik, położone 1000 km od Kaafiordu.
System obronny „Tirpitz” opierał się na przeszkodach terenowych, jakimi były zmienna pogoda i strome stoki wąskiego fiordu, a także na bardzo skutecznej zasłonie dymnej. Rurociąg dostarczający paliwo do generatorów dymu obiegał cały fiord, więc postawić zasłonę można było przez otwarcie jednego zaworu. Sto generatorów mogło pokryć dymem cały fiord w zaledwie osiem minut. Do tego dochodziły liczne baterie artylerii przeciwlotniczej oraz działa okrętów, w tym też samego pancernika.

## Uderzenie
11 września 1944 roku z Lossiemouth wystartowało trzydzieści osiem Lancasterów, ale jeden był zaraz zmuszony do zawrócenia. Po 11 godzinach lotu samoloty dotarły do Jagodnika, ale okazało się, że lotnisko pokrywają gęste chmury; w dodatku padał deszcz. Trzynaście maszyn nie znalazło pasa startowego i lądowało na okolicznych bagnach. Rosjanie wkrótce zlokalizowali je i wszystkie załogi ocalały, jednakże dwóch samolotów z 617. i czterech z 9. dywizjonu nie dało się wydobyć z błota.
Deszcz uziemił samoloty na całe trzy dni. Wreszcie 15 września rano samolot rozpoznania meteorologicznego doniósł, że niebo nad Altafiordem jest czyste i wkrótce 28 Lancasterów (zdaniem Taita 27, bo 4 samoloty musiały zostać w Jagodniku z powodu problemów technicznych) znalazło się nad Morzem Białym. Dwadzieścia niosło pięciotonowe bomby Tallboy, siedem 400–500-funtowe miny „Johnny Walker” przeznaczone do użycia przeciw okrętom na płytkich wodach, a jeden miał fotografować przebieg i skutki ataku.
Gdy samoloty brytyjskie zaczęły zbliżać się do Altafiordu Niemcy, ostrzeżeni przez radary, włączyli generatory dymu. Jedynie Tait, prowadzący czołową maszynę, zauważył szczyty masztów pancernika niknące w kłębach dymu, ale jego bombardier, Danny Daniels, zwolnił bombę już na oślep. Howard, Freddie Watts i Sanders kierowali się rozbłyskami strzałów dział widocznymi przez warstwy dymu, Kell i Knilans bombardowali miejsce, w którym widziano „Tirpitza” uprzednio; a inni zrzucali bomby latając nad zadymionym fiordem, starając się odszukać miejsce, z którego szedł najgęstszy ogień przeciwlotniczy. Kilka samolotów, w tym dwa z IX dywizjonu, nie zrzuciły bomb, które uwięzły w ich lukach. Jeden z nich, pilotowany przez F/O Scotta (z załogą, która miała za sobą 29 lotów bojowych), podchodził nad cel cztery razy nim zawrócił do bazy. Po powrocie jeden z członków załogi powiedział, że widział jak bomba Danielsa trafiła pancernik, ale nikt mu nie wierzył.
Piloci samolotów, które miały jeszcze bomby, chcieli nadal atakować, ale na przeszkodzie stanęła pogarszająca się pogoda, więc zostali zmuszeni zawrócić. Jeden bombowiec nie dotarł do Lossiemouth; podejrzewano, że rozbił się gdzieś w górach Norwegii. Zginęło jedenastu ludzi, w tym czterech z innej, uszkodzonej maszyny.

## Pokłosie
„Tirpitz” został trafiony jedną bombą Tallboy. Uderzyła w pokład około 15 m od dziobu, przebiła kilka pokładów i prawą burtę poniżej linii wodnej i dopiero wtedy wybuchła. Ta podwodna eksplozja – jak również innych bomb Tallboy, które wybuchły w pobliżu – spowodowała bardzo poważne uszkodzenia. Okręt wprawdzie nie tonął, ale uszkodzenia układu napędowego unieruchomiły „Tirpitza”, a naprawa wymagała przeholowania do odpowiedniego dużego suchego doku. Jednak po zniszczeniu doku Normandie podczas rajdu na Saint-Nazaire – czego Brytyjczycy dokonali z rozmysłem – w rękach niemieckich takiego doku nie było, a próba przeholowania pancernika do Kilonii lub Wilhelmshaven pokonując kontrolowane przez Home Fleet i RAF Morze Północne równałaby się z samobójstwem.
Jeden z niemieckich dokumentów, odnalezionych przez aliantów po wojnie, informował, że: „23 września 1944 roku, podczas konferencji z udziałem dowódcy i sztabowców Kriegsmarine uznano, że „Tirpitz” nie będzie mógł brać w przyszłości udziału w żadnych morskich akcjach bojowych…”. Niemcy postanowili przeholować okręt na południe, do Tromsø, gdzie miałby być użyty jako bateria nawodna podczas spodziewanej inwazji aliantów w Norwegii. Pancernik został osadzony na specjalnie usypanej w tym celu ławicy piasku u brzegów wysepki Håkøya, a jego kil został dodatkowo podparty, by nawet po zatopieniu działa znajdowały się nad wodą. Nie mogło to jednak zabezpieczyć okrętu przed przewróceniem się w wyniku wybuchów bomb u jednej z burt. Ponadto (z czego Niemcy nie zdawali sobie sprawy) przeniesiony na południe „Tirpitz” znalazł się w zasięgu bombowców bazujących w Szkocji.
Brytyjczycy nie wiedzieli, że tak skutecznie okaleczyli „Tirpitz”, kontynuowali więc ataki, które mogły teraz być przeprowadzane w oparciu o bazę w Lossiemouth. Z powodu silnego zachmurzenia „Tirpitz” nie odniósł poważniejszych obrażeń 29 października w trakcie operacji „Obviate”, lecz 12 listopada 1944 roku został – podczas nalotu dywizjonów bombowych 617. i IX. (operacja Catechism) – ostatecznie trafiony kilkoma bombami Tallboy, które doprowadziły do eksplozji magazynu amunicji, co spowodowało przewrócenie się okrętu na prawą burtę i zatonięcie do góry dnem z większością załogi.